# Katapul
Katapul é uma montanha russa de aço, localizada no parque de diversões paulista Hopi Hari. É a única montanha russa de propulsão do Brasil (em que o trem não necessita de subir por meio de uma corrente para adquirir energia potencial: ele já é lançado). Katapul está na capital de Hopi Hari, Aribabiba.

## Dados técnicos
Extensão: 220,1 metros
Altura: 42 metros
Inversões: 2
Velocidade: 85,3 Km/h
Máxima inclinação em relação à horizontal: 70º
Tempo de Percurso: Aproximadamente 0:30 segundos
Elementos: Loop

## Percurso e Funcionamento
O trem é lançado da estação por meio de um contra-peso de 40 toneladas que encontra-se dentro de uma torre branca abaixo da primeira subida da atração. O contra-peso cai com uma certa velocidade, fazendo com que um sistema de roldanas e cabos se movimentem, encaixando um aparelho chamado Pusher atrás do último vagão, e este, por sua vez, empurra o trem até a velocidade de 85,3Km/h em apenas 3 segundos.
Ao atingir 85,3Km/h, o pusher solta o trem, fazendo com que ele passe em um looping de aproximadamente 18 metros, e em seguida, suba uma rampa de 42 metros e inclinação de 70º. Ao chegar próximo do topo dessa rampa, o trem pára, e começa a voltar de costas.
Ao descer esse trecho de costas, ele passa novamente no looping, percorre a área de lançamento, passa pela estação onde sua velocidade é controlada pelos freios, e depois, sobe outra rampa de 70º de inclinação. O trem pára novamente, e volta (de frente) para estação, onde é parado completamente.
Todo esse processo (do lançamento à parada total) ocorre em cerca de 30 segundos.

## História
Essa montanha russa é um modelo clássico de propulsão, que foi projetada pelos engenheiros alemães Anton Schwarzkopf e Werner Stengel. O seu nome de fábrica é Shuttle Loop.
O "Katapul" como é conhecido, já esteve em três parques antes de chegar ao Hopi Hari por volta do ano de 1998.
O nome de Thunderlooper foi escolhido pelo Alton Towers (quando a montanha russa o pertencia), por causa do ruído característico que é produzido quando o trem faz o looping (que parece o som de um trovão).